# Servi Sulpici Camerí
Servi Sulpici Camerí (en llatí Servius Sulpicius Q. F. Ser. N. Camerinus) va ser un magistrat romà. Formava part de la gens Sulpícia, d'origen patrici, i de la branca dels Camerins, nom derivat possiblement de la ciutat de Camèria al Laci.
Va ser fill de Quintus Sulpicius Ser. F. Ser. N. Camerinus Cornutus. L'any 393 aC va ser elegit tribú amb poder consular i tribú militar el 391 aC. En aquest darrer any va fer la guerra als salpinats (habitants de Salpinum) als que va capturar una gran quantitat de botí. L'any 387 aC va ser un dels tres interrex.